# Heinsberg
Heinsberg és una ciutat de Rin del Nord-Westfàlia, Regierungsbezirk de Colònia a prop de la frontera neerlandesa regada pel Wurm, un afluent del Rur. És la ciutat més occidental d'Alemanya.
Al 31 de desembre de 2007 tenia 41335 habitants.

## Història
Després de les destruccions de la Segona Guerra Mundial, van trobar traces d'una via romana sota el carrer major. Fins al 1459 era una senyoria governat per a la família de Heinsberg. Joan VIII de Heinsberg, príncep-bisbe del principat de Lieja, mort el 1459 sense descendència, va ser el darrere senyor de Heinsberg.